# 'Uelingatoni Ngū
ʻUiliamu ʻUelingatoni Ngū Tupoumālohi (3 de agosto de 1854-11 de marzo de 1885) fue el segundo príncipe heredero de Tonga desde 1879 hasta su muerte. También se lo conoce comúnmente por su nombre en inglés como "Wellington Ngu".

## Vida
Nacido en 1854, fue el segundo hijo y el mayor de los hijos varones de Tēvita ʻUnga y Fifita Vavaʻu. Aunque su abuelo paterno, Tāufaʻāhau, se había convertido en el rey Jorge Tupou I de una Tonga unida en 1845, el padre de Ngū era considerado ilegítimo según la norma cristiana porque había nacido de una consorte secundaria. Después de la muerte de su tío Vuna Takitakimālohi, su padre ʻUnga fue legitimado y nombrado príncipe heredero según los términos de la primera constitución escrita de Tonga el 4 de noviembre de 1875. La línea de sucesión descrita en esta, dio prioridad a su padre y luego a los legítimos descendientes de Ngu, seguidos por su hermano menor Nalesoni Laifone y su hermana mayor Fusipala Taukiʻonetuku y sus descendientes.
Desde 1875 hasta 1877, se desempeñó como ayudante de campo de su abuelo, el rey Jorge Tupou I. Mientras buscaba atención médica en Auckland en 1879, su padre murió, por lo que Ngu lo sucedió como heredero al trono de Tonga y se convirtió en el príncipe heredero el 18 de diciembre de 1879. También se convirtió en el gobernador de Ha'apai y Vavaʻu desde 1877 hasta 1885.
ʻUelingatoni Ngū murió el 11 de marzo de 1885. No dejó ningún problema legítimo por lo que la posición de heredero aparente cayó sobre su hermano y luego sobre su hermana después de su muerte. En 1889, la voluntad del rey Tupou I estipulaba: "Dado que Fusi está muerta, quien debería haber sucedido a Laifone, entonces Tāufaʻāhau debería heredar". Para 1889, el rey Tupou I había sobrevivido a sus dos hijos y tres nietos, lo que dejaba a su bisnieto Tāufaʻāhau (sobrino de 'Uelingatoni Ngū) como el próximo príncipe heredero, que sucedería a su bisabuelo en 1893 como Jorge Tupou II.

## Matrimonio y descendencia
Se casó con Asupa Funaki (m. 1931), hija de Babanga Moala. No tuvo hijos con su esposa, pero tuvo tres hijos ilegítimos.

## Imágenes

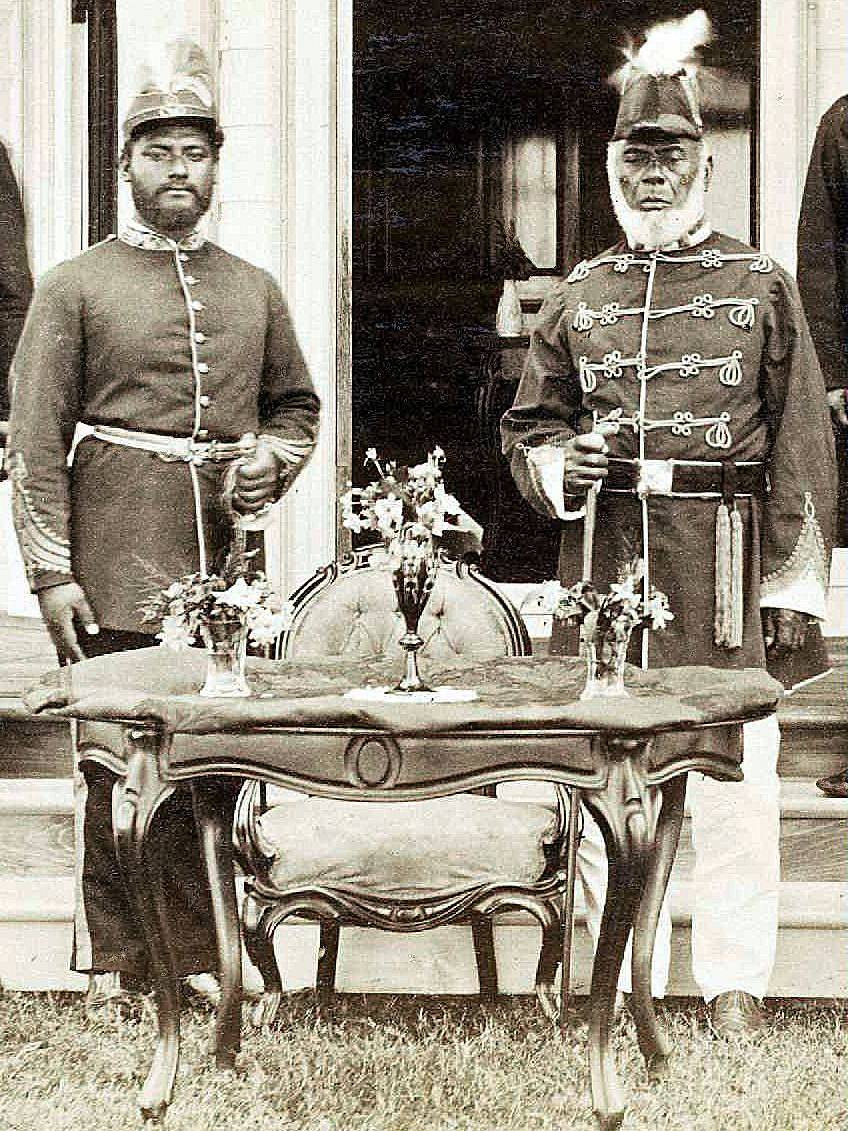
Príncipe heredero ʻUelingatoni Ngū y su abuelo, el rey Jorge Tupou I
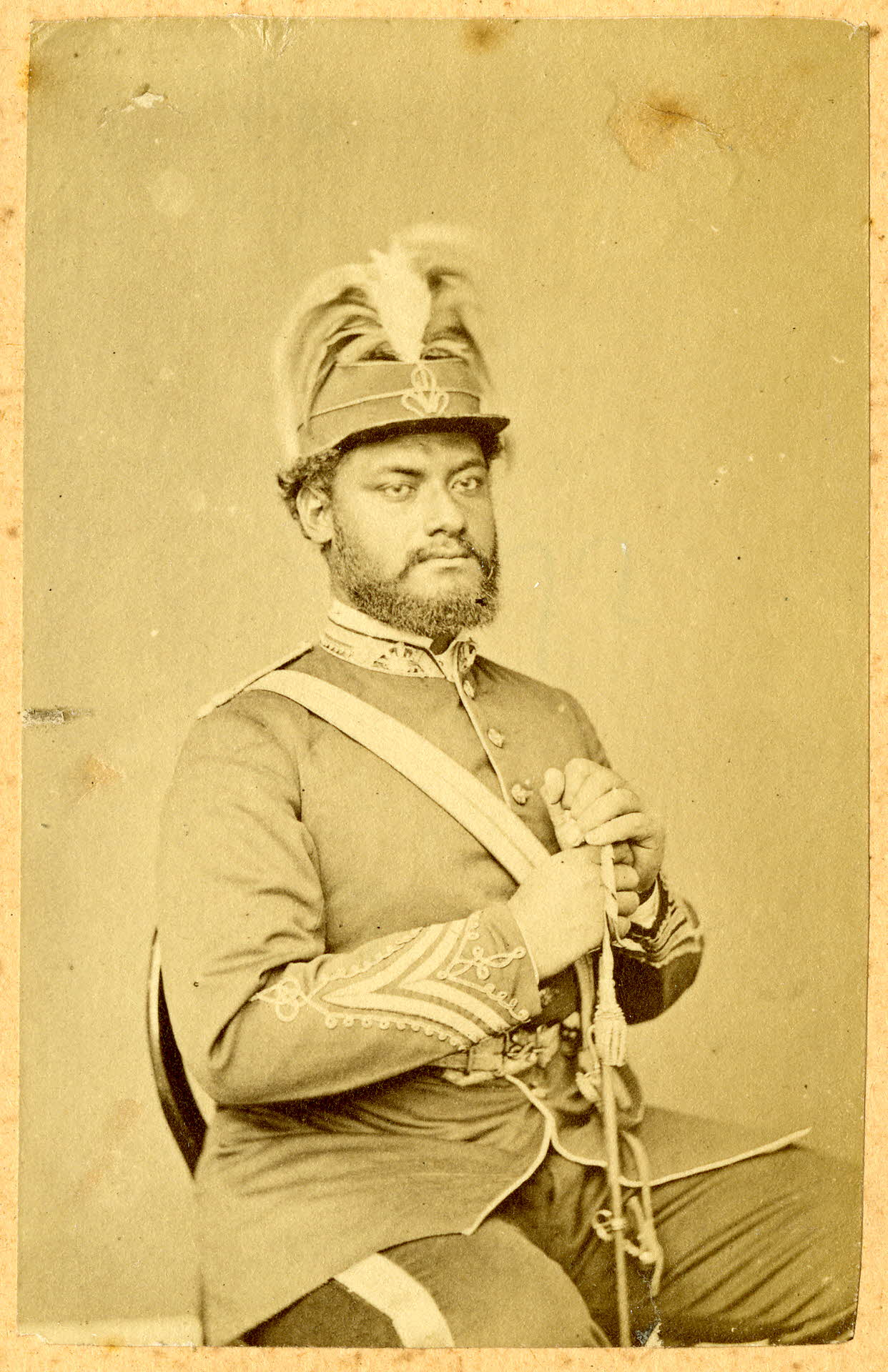
El Príncipe 'Uelingatoni Ngū con el traje real